# Redemptionis sacramentum
Redemptionis sacramentum (lat.: Das Sakrament der Erlösung) ist der Titel der Instruktion „über einige Dinge bezüglich der heiligsten Eucharistie, die einzuhalten und zu vermeiden sind“. Das auf den 25. März 2004 datierte Dokument wurde am 23. April 2004 von der Kongregation für den Gottesdienst und die Sakramentenordnung nach Beratung mit der Glaubenskongregation veröffentlicht. Bereits in seiner Enzyklika „Ecclesia de eucharistia“ (Kirche aus der Eucharistie) vom 17. April 2003 hatte Papst Johannes Paul II. auf das Erscheinen dieser Instruktion hingewiesen.

## Zum Inhalt
Mit dieser Instruktion werden Regelverstöße gegen die Gottesdienstordnung beschrieben und als Missbräuche unterschiedlichen Gewichts verurteilt. Mit dieser Anordnung sollen die Regelabweichungen korrigiert werden.
Die Instruktion hat ein Vorwort, acht Kapitel und einen Schluss. Im Kapitel I. greift sie „die Regeln der heiligen Liturgie“ auf und benennt den verantwortlichen Personenkreis.  Darauf folgt das Kapitel II. über „die Teilnahme der christgläubigen Laien an der Feier der Eucharistie“, hierin eingeschlossen werden auch die Aufgaben beschrieben. Im Kapitel III. wird „die rechte Feier der heiligen Messe“ mit ihrer Gliederung und den Riten beschrieben und im Kapitel IV. folgt die Darlegung über „die heilige Kommunion“. Im Kapitel V. wird auf „einige weitere Aspekte in Bezug auf die Eucharistie“ eingegangen, hierbei geht es im Wesentlichen um die praktischen Dinge wie Ort, Elemente der Messfeier, heilige Gefäße und liturgische Gewänder. Im Kapitel VI. wird „die Aufbewahrung der heiligsten Eucharistie und ihre Verehrung außerhalb der Messe“ behandelt. Im Kapitel VII. folgt „die außerordentlichen Aufgaben der gläubigen Laien“ im Bereich der Kommunion, der Predigt und besonderer Feiern. Dabei wird auch herausgestellt, dass es den aus dem Klerikerstand Entlassenen grundsätzlich untersagt ist, „irgendein Amt oder irgendeine Aufgabe in der Feier der heiligen Liturgie zu übernehmen“. Im Kapitel VIII wird auf „schwere Vergehen“ („graviora delicta“) durch Priester eingegangen. Als „deren Abhilfen“ werden als Recht der Katholiken die „Beschwerden über Missbräuche in der Liturgie“ „beim Diözesanbischof ... oder beim Apostolischen Stuhl“ beschrieben.